# 対馬市営渡海船

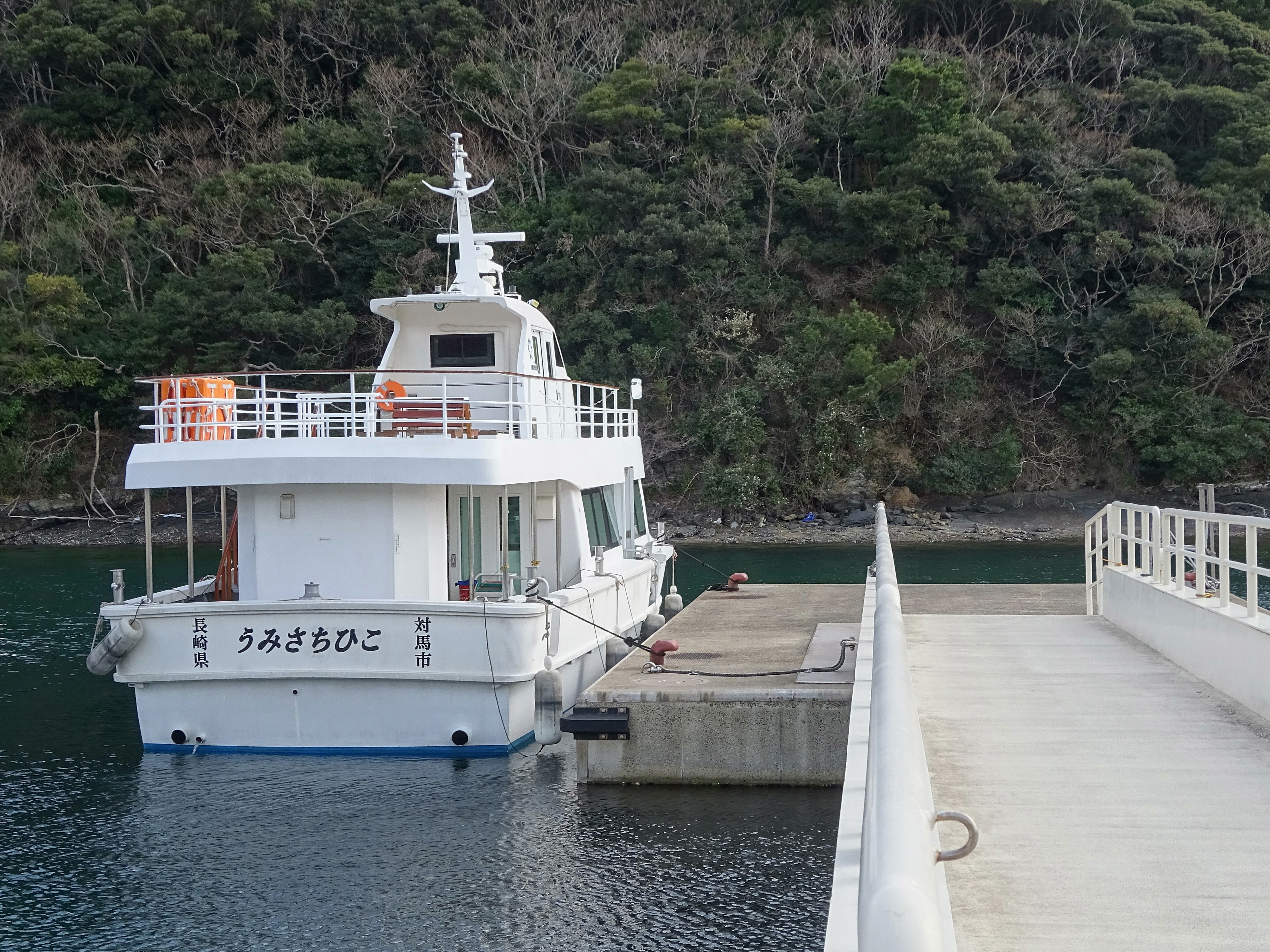
主力のうみさちひこ

対馬市営渡海船（つしましえいとかいせん）は、長崎県対馬市の浅茅湾の海岸沿いに点在する各集落を結びながら、水上バスの性格も併せ持つ市営（対馬市役所中対馬振興部（豊玉町）管轄）の渡し船である。

## 概要
対馬上島の仁位港を起点とし、長崎県対馬病院がある下島の長板浦港を終点とする航路で、通院船および水上バスの性格を併せ持つ。
浅茅湾沿岸の6集落に寄港し、対馬の入り組んだリアス式海岸沿いに住み、車での通院が容易ではない主に高齢者・障がい者の便宜をはかっている。
なお、かつては旧美津島町鶏知の竹敷港樽ヶ浜が終点であったが、長崎県病院企業団による2病院の統廃合で、2015年（平成27年）5月、「長崎県対馬病院」が新たに開院。便宜をはかるため終点が変更となった。
一方、収益改善のため観光客相手に定期運航以外の時間帯に、貸切運航の取り組みも進めている。

## 歴史
対馬縦貫道（主要県道厳原上対馬線・現在の国道382号）の開通まで、九州郵船の対馬沿岸線とともに上下対馬を連絡する重要な航路であり、対馬交通によって自動車航送船（フェリー）も運航されていた。1967年（昭和42年）に道路が開通、バス路線が開設された後、対馬交通は撤退し、当時の豊玉村が航路を継承、その後町制施行、合併による市制施行を経て現在に至っている。

## 船舶

### 就航中の船舶
- うみさちひこ（対馬市）

2015年（平成27年）5月就航。19総トン、旅客定員45名。

### 過去の船舶
対馬交通時代はフェリーを含め、すべて木造船であった。
- 和多津丸[3]（対馬交通）

1950年12月進水、6.95総トン、焼玉機関、機関出力12ps、航海速力6.0ノット、旅客定員15名。
- 第十二共和丸[3]（対馬交通）

1951年3月進水、7.15総トン、焼玉機関、機関出力16ps、航海速力7.5ノット、旅客定員16名。
- 第十五共和丸[3]（対馬交通）

1952年9月進水、7.64総トン、焼玉機関、機関出力12ps、航海速力6.5ノット、旅客定員14名。
- 第一共和丸[4]（対馬交通）

1953年7月進水、11.15総トン、ディーゼル、機関出力45ps、航海速力8.5ノット、旅客定員20名。
- 第三共和丸[3]（対馬交通）

1954年4月進水、7.55総トン、ディーゼル、機関出力45ps、航海速力9.5ノット、旅客定員19名。
- 第八共和丸→第五対交丸→第二豊玉丸[4][5][6]（対馬交通→豊玉村）

1956年6月進水、14.17総トン、焼玉機関→ディーゼル、機関出力40ps→60ps、航海速力8.0ノット、旅客定員32名。
- うきしま丸→第六対交丸[4][5]（対馬交通）

1957年8月進水、15.28総トン、ディーゼル、機関出力60ps、航海速力9.0ノット、旅客定員25名。
- 第七対交丸[7]（対馬交通）

1959年5月進水、14.40総トン、ディーゼル、機関出力60ps、航海速力9ノット、旅客定員30名。
- 第八対交丸[8]（対馬交通）

1960年3月進水、15.82総トン、ディーゼル、機関出力60ps、航海速力8ノット、旅客定員12名、フェリー。
- 第十対交丸[8]（対馬交通）

1963年6月進水、54.25総トン、ディーゼル、機関出力90ps、航海速力10ノット、旅客定員82名。
- 第十一対交丸→第一豊玉丸[8][6]（対馬交通→豊玉村→豊玉町）

1964年6月進水、39.25総トン、ディーゼル、機関出力60ps、航海速力8ノット、旅客定員80名。
航路最後の木造船となった。
- 第十二対交丸[8]（対馬交通）

1964年10月進水、26.69総トン、ディーゼル、機関出力60ps、航海速力8ノット、旅客定員14名、フェリー。
- 第三豊玉丸[6]（豊玉村→豊玉町）

1970年10月進水、33.44総トン、ディーゼル、機関出力95ps、航海速力8.5ノット、旅客定員84名。
航路初の鋼船。
- ニューとよたま[9]（豊玉町→対馬市）

1987年（昭和62年）4月進水。19総トン、航海速力20ノット、旅客定員63名、FRP製。
初のFRP製快速船。従来船から2倍以上の速力となり、一隻での運航に合理化された。「うみさちひこ」就航に伴い、引退、売却された。

## 航路と寄港地
本航路の航海距離27.8km。航海時間48分～1時間30分（寄港地数により増減）

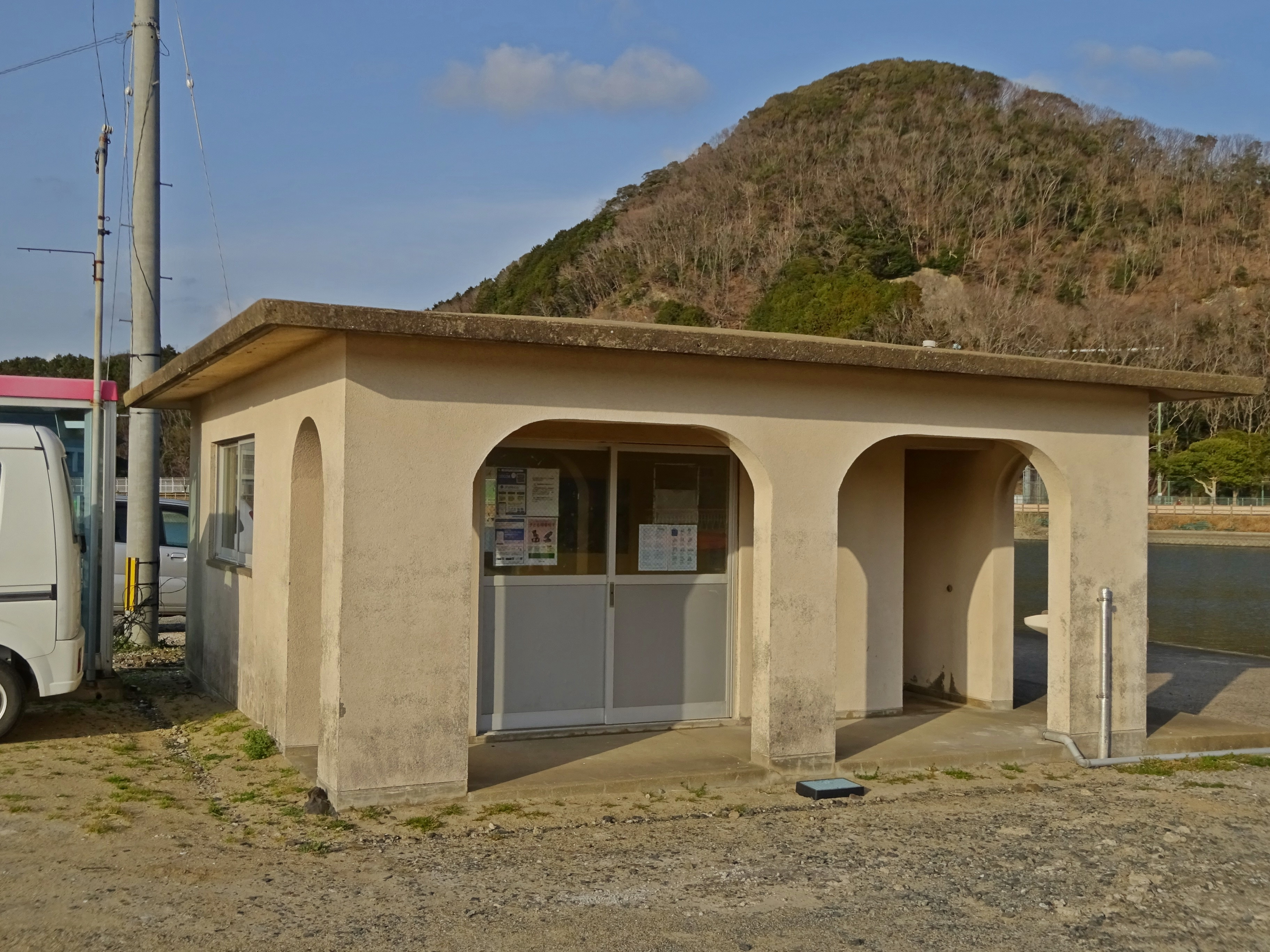
仁位港待合所

- 平日往復2便。曜日と便によって寄港地が異なるが、仁位から卯麦、佐志賀、嵯峨、貝鮒、水崎、加志々、長板浦の順に寄港する[11]。
- 土日は運休。

| ①仁位                                                                        | ②卯麦                                                                         | ③佐志賀                                                                       | ④嵯峨                                                                         |
| ---------------------------------------------------------------------------- | ----------------------------------------------------------------------------- | ----------------------------------------------------------------------------- | ----------------------------------------------------------------------------- |
| 北緯34度23分3.32秒 東経129度18分43.32秒 / 北緯34.3842556度 東経129.3120333度 | 北緯34度23分5.82秒 東経129度17分44.32秒 / 北緯34.3849500度 東経129.2956444度  | 北緯34度21分46.1秒 東経129度18分9.22秒 / 北緯34.362806度 東経129.3025611度    | 北緯34度21分22.69秒 東経129度18分38.05秒 / 北緯34.3563028度 東経129.3105694度 |
| ⑤貝鮒                                                                        | ⑥水崎                                                                         | ⑦加志々                                                                       | ⑧長板浦                                                                       |
| 北緯34度20分49.48秒 東経129度18分40.4秒 / 北緯34.3470778度 東経129.311222度  | 北緯34度21分22.29秒 東経129度16分14.51秒 / 北緯34.3561917度 東経129.2706972度 | 北緯34度21分19.89秒 東経129度15分57.81秒 / 北緯34.3555250度 東経129.2660583度 | 北緯34度17分5.94秒 東経129度18分53.55秒 / 北緯34.2849833度 東経129.3148750度  |

## 運航データ
- 運休日：土曜・日曜
- 運航時間帯：7：00 - 17：25
- 定員：45名（うみさちひこ）
- 利用料金：170円～970円（小児半額）[12]
- 原則として以下の基準を超えた場合は、渡海船の運航は中止される

1. 風速　12ｍ/s 以上
2. 波高　0.5ｍ以上
3. 視界　500m以上先が見えない場合

## 長板浦乗船場へのアクセス

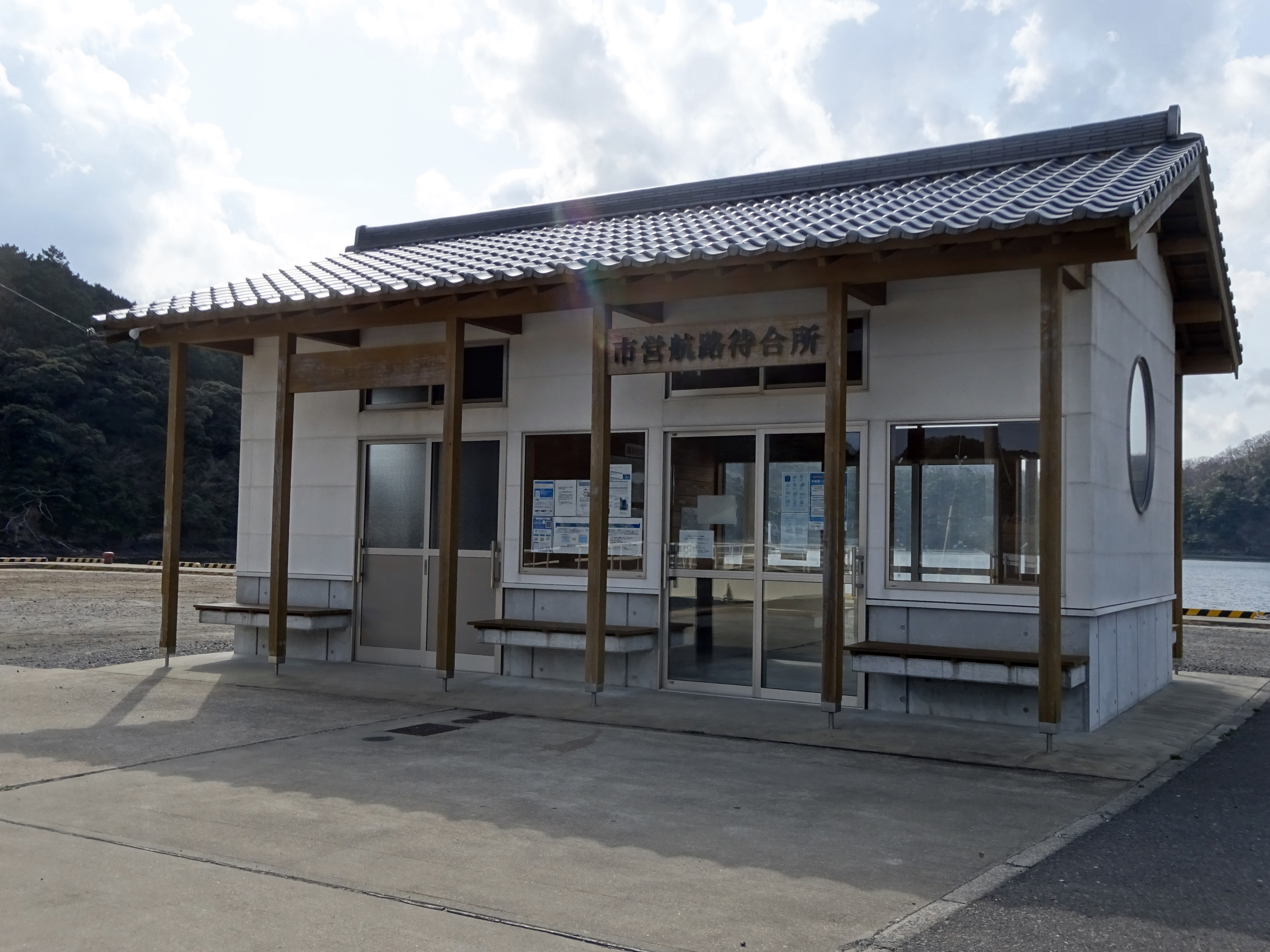
長板浦市営航路待合所

- 公共交通 - 対馬交通バスで厳原より約30分、比田勝より約2時間10分、バス停・対馬病院下車、海側に坂を下り徒歩約5分で長板浦乗船場

## ギャラリー
- 仁位港遠望
- 仁位港に停泊中の「うみさちひこ」
- 「うみさちひこ」船内
- 「うみさちひこ」サイドビュー
- 長板浦港と長崎県対馬病院（奥の建物）